# Херман Лукс
Херман Дарио Лукс (шп. Germán Darío Lux; 7. јун 1982) бивши је аргентински фудбалер који је играо на позицији голмана.

## Клупска каријера
Продукт је омладинске школе Ривер Плејта за који је наступао на почетку своје професионалне каријере. У јулу 2007. године постао је члан Мајорке. Углавном је био замена Мигела Анхела Моје и играо је када је Моја био повређен.
Након четири сезону у Мајорци, потписао је уговор са Депортивом за који је наступио више од 100 пута у свим такмичењима.
Дана 26. јуна 2017. Лукс се вратио у Ривер Плејт потписавши трогодишњи уговор. Након пет сезона, током којих је мењао Франка Арманија и био често критикован за лоше партије, објавио је да завршава играчку каријеру.

## Репрезентативна каријера
Одиграо је свих шест утакмица на Летњим олимпијским играма 2004. када је Аргентина освојила златну медаљу. За сениорску репрезентацију Аргентине дебитовао је 2005. против Мексика.